# Ukroboronprom
Ukroboronprom (UOP) (en ukrainien : Укроборонпром, Industrie ukrainienne de la défense) est une association d'entreprises multiproduits (conglomérat ou groupe) dans divers secteurs de l'industrie de la défense ukrainienne. Le 23 mars 2023
l'entreprise devient UDI, Industrie de Défense Ukrainienne (Українську оборонну промисловість),.
UDI comprend des entreprises qui opèrent dans le développement, la fabrication, la vente, la réparation, la modernisation et l'élimination d'armes, d'équipements militaires et spéciaux et de munitions, et qui participent à la coopération militaro-technique avec des États étrangers.
L'organisation a des fonctions de planification stratégique, d'interaction avec les pouvoirs publics et de coordination avec les divisions. Cette approche permet à la haute direction de l'organisation de se concentrer sur les décisions stratégiques et les programmes à long terme de l'industrie de la défense.
UDI est en cours de réforme et devrait cesser d'exister et se transformer en deux principaux holdings, le premier regroupant la défense et l'autre l'industrie aérospatiale d'ici 2021.
UDI se classait en 2023 au 65e rang mondial pour la production d'armement.

## Historique
Ukroboronprom est créé par les décrets du Président de l'Ukraine n° 1085/2010 du 9 décembre 2010 et n° 1245/2010 du 28 décembre 2010, ainsi que par les décrets du Cabinet des ministres n° 1221 du 29 décembre 2010 et n° 993 du 31 août 2011.
L'objectif principal de Ukroboronprom est la gestion efficace du secteur industriel militaire ukrainien et l'amélioration de l'efficacité des entreprises qui œuvrent à l'intérêt national.
En septembre 2013, cinq divisions sont créées dans la structure d'Ukroboronprom : industrie aéronautique et maintenance aéronautique, armes et munitions de précision, véhicules blindés, équipements automobiles, ingénierie et équipements spéciaux, construction navale et installations maritimes, radars, radiocommunications et systèmes de défense aérienne.
Le conglomérat, en 2023, regroupe les groupes industriels suivants: Antonov (avions), Luch (systèmes antichars Corsar, Stugna et antinavires Neptune), Progress (moteurs d’avion), KhKBM (véhicules blindés T-84 « oplot », BTR-4), JBTZ (véhicules blindés) et Artem (missiles). L'entreprise prend le nom de UDI.
En 2023, la firme signe avec Rheinmetall, 51% par Rheinmetall et 49% UDI pour la fabrication, en Ukraine de poudres à canon, de munitions dans une usine nouvelle.

## Contexte général
Le conglomérat est créé en 2010 à la place des "Équipement blindé de l'Ukraine" (1999) et "Service militaire technologique" existants,,,,.
En 2014, le conglomérat comprenait 134 entreprises du complexe militaro-industriel ukrainien,. Elle emploie quelque 120 000 personnes. En 2012, dix-huit de ces sociétés devaient être réorganisées (Résolution n° 223, 21 mars 2012), notamment :  
- Bureau d'études de construction de machines de Kharkiv Morozov
- Centre de projet de recherche sur la construction navale[16]
- Usine d'État de Shostka "Zirka"
- Complexe de production scientifique "Iskra"
- Ivtchenko-Progress ZMKB
- Association d'État chimique de Petrovsky
- l'Usine de réparation Chepetiv.

Selon l'entreprise elle-même, la Chine et l'Inde sont un marché traditionnel pour les produits militaires ukrainiens. En 2013, la marine brésilienne a annoncé un partenariat potentiel avec Ukroboronprom.
En mars 2014, lors de la crise de Crimée de 2014, la société a interdit toutes les exportations d'armes et d'équipements militaires vers la Russie.

## Secteurs d'activité

### Construction de véhicules
- Usine Malichev, chars.
- Usine de blindés de Lviv, chars.
- KrAZ, camions.

### Construction navale
- Centre de recherche et de conception de la construction navale et
- Chantier naval de Mykolaïv à Mykolaîv.
- Chantier naval Mer de Féodosia, (Море).

### Aéronautique
- Ivtchenko-Progress, motoriste.
- Antonov (aéronautique).

### Export
- Ukrspetsexport
- Spetsteknoexport

## Directeurs généraux
- 01/2011 - 02/2012 - Dmytro Salamatin
- 02/2012 - 06/2012 - Dmytro Perehudov
- 06/2012 – 03/2014 - Serhiy Hromov[19]
- 03/2014 – 04/2014- Serhiy Averchenko[19]
- 04/2014 – 02/2018 - Roman Romanov
- 02/2018 – 8/2019 - Pavlo Boukine[20],[21]
- 8/2019–10/2020 - Aivaras Abromavičius[21],[22]
- 10/2020–12/2020 - Ihor Fomenko
- 12/2020-présent - Youriy Housev

"Ukroboronprom" coopère également avec l'OTAN. La priorité de la coopération est l'élaboration d'une feuille de route pour la transition de l'industrie de défense ukrainienne vers les normes de l'OTAN et un partenariat approfondi avec les pays membres de l'UE. En 2016, pour la première fois dans l'histoire de l'Ukraine, la Journée de l'industrie ukrainienne de la défense s'est tenue au siège de l'OTAN (Bruxelles, Belgique) et au siège de l'Agence OTAN de soutien et d'acquisition (Kappelen, Luxembourg). "Ukroboronprom" y a présenté ses produits, y compris un certain nombre de nouveaux projets.
En 2016, « Ukroboronprom » a signé plus de 70 mémorandums de coopération avec 20 pays.

## Produits associés
Les sociétés Ukroboronprom fabriquent, entre autres, ces produits :  
- BTR-3E1[25],[26]
- BTR-4
- Mil Mi-8
- Mil Mi-17
- M4-WAC-47, fusil d'assaut.
- R-27[27]
- T-84BM
- Hopak-61[28]
- Complexe multifonctionnel d'aéronefs sans pilote " Gorlytsa "[29]
- Véhicule polyvalent sans pilote tactique "Phantom"[29]
- Module de combat « Taipan »[30]
- Boureviï lance roquettes multiple.
- BMP-1UMD "Myslyvets"[31]
- Avion polyvalent léger An-132 D[32].
- Le Spectator MP-1 un drone de combat.